# 김창희 (프로게이머)
김창희(1989년 5월 14일~ )는 대한민국의 전직 스타크래프트 프로게이머이다. go.go[GsP]라는 아이디를 쓰며, 종족은 테란이다. 별명은 대충선생, 벌레테란으로 알려져 있다.

## 주요 이력
2006년 상반기 드래프트에서 KOR의 3차 지명으로 입단하였다.
2007년부터 2009년까지 MSL 32강과 스타리그 1차 본선(EVER 스타리그 2008만 해당)과 36강을 넘지 못했고 박카스 스타리그 2009에서는 8강까지 진출하는 기염을 토했으나 박명수에게 패함으로써 8강 진출에 그쳤다.
2009년 8월 말 FA를 선언, 위메이드 폭스로 이적제의를 받았으나 협상이 결렬되었다.
그 결과 김창희의 위메이드 이적은 좌절되고, 하이트와 다시 재계약을 하였다.
2010년 4월 스타크래프트 승부조작에 가담한 사실이 밝혀졌고, 검찰조사기간중에 방송에 출연함으로써 많은 팬들의 비난을 받았다.
2010년 5월 하이트 스파키즈의 프로리그 엔트리에 문성진, 박명수와 함께 말소되어 출전이 불가능하게 되었다.
2010년 6월 7일, 한국e스포츠협회 상벌위원회에서 영구제명 당하였다.

## 수상 기록
김창희의 주요 기록은 승부조작 사건 이후, 한국e스포츠협회로부터 영구 제명되어 공식 기록에서 전부 삭제되었다.
- 2006년 3월 제20회 커리지 매치 입상
- 2007년 5월 곰TV MSL 시즌2 32강
- 2008년 4월 EVER 스타리그 2008 1차 본선
- 2008년 8월 인크루트 스타리그 2008 36강
- 2008년 12월 BATOO 스타리그 08~09 36강
- 2009년 1월 로스트사가 MSL 2009 32강
- 2009년 5월 박카스 스타리그 2009 8강
- 2009년 5월 아발론 MSL 2009 32강
- 2009년 11월 EVER 스타리그 2009 16강
- 2010년 2월 대한항공 스타리그 2010 Season 1 16강

## 대충선생, 벌레테란 사건
2007년 4월, MSL 서바이버 토너먼트 승자전에서 박성훈(삼성전자 칸) 선수와 Blitz X에서 경기를 가졌었는데, 이때 김창희 선수는 SCV에게 미네랄을 쥐어주면서 프로브가 입구를 막고 있는 곳에 근접한 다음 자원을 가진 상태에서만 활성화되는 'Return Cargo' 버튼을 누르면 입구를 막고 있는 유닛을 밀고 넘어갈 수 있는 버그를 사용해서 당일 경기의 최대 이슈가 된다. 나중에 곰TV MSL 시즌 2 조지명식에서 김창희 선수는 그 사건에 관한 질문에 대해 '아 그거 버그가 아니고 스킬인데 자꾸 버그버그하시니까...'라는 말을 꺼냈다.

## 같이 보기
- 마재윤
- 원종서
- 정진현
- 스타크래프트 승부 조작 사건